# Jenaro, el de los 14
Jenaro, el de los 14 es una comedia española estrenada en 1974 dirigida por Mariano Ozores, rodada en Madrid y protagonizada por Alfredo Landa en una muestra de lo que se llamó «Landismo» . La película refleja temas como el éxodo rural en España. 

## Argumento
Jenaro es de El Rollo, un pueblecito de Extremadura, donde ejerce de pregonero. Tras el acierto de una quiniela de catorce resultados, premiada con muchos millones, su vida cambia por completo. De la noche a la mañana, todo el mundo quiere aprovecharse de él, todos menos una persona: una chica de su pueblo que vive en Madrid una vida muy diferente de lo que había dicho a su madre y a la que Jenaro reencuentra cuando va a cobrar su premio.

## Reparto
- Alfredo Landa: Jenaro Castrillo.
- María Luisa San José: Juliana Seseña 'Juli'.
- Mari Carmen Prendes: Doña Balbina (madre de Jenaro).
- Josele Román: Catalina.
- Juanjo Menéndez: Benito.
- Florinda Chico: Doña Rafaela.
- Laly Soldevila: Florinda.
- Jaime de Mora y Aragón: Don Carlos.
- Ricardo Merino: Don Antonio.
- Ricardo Tundidor: Ricardo.
- Valeriano Andrés: alcalde.
- Guadalupe Muñoz Sampedro: Doña Agustina.
- Mariano Ozores Francés: Don Leondrito.
- Rafael Hernández: cabo de la Guardia Civil.
- Nene Morales: Mari Loli.
- Francisco Pierrá: Don Silvino.
- Mirta Miller: gancho de Don Carlos.
- Erasmo Pascual: el padre de Florinda.
- Pilar Gómez Ferrer: Doña Remedios (madre de Juliana).
- Joaquín Roa: Don Dimas.
- Nemi Gadalla: Antoñita.
- Alfonso del Real: Don Ramón.
- Manuel Alexandre: Don Rosendo.
- Víctor Israel: El Rendijas.
- Fabián Conde: Botones.